# Nemacheilus hamwii
Nemacheilus hamwii is een straalvinnige vissensoort uit de familie van de bermpjes (Nemacheilidae). De wetenschappelijke naam van de soort is voor het eerst geldig gepubliceerd in 1991 door Krupp & Schneider.